# Coregonus hoyi
Coregonus hoyi is een straalvinnige vissensoort uit de familie van de zalmen (Salmonidae). De wetenschappelijke naam van de soort is voor het eerst geldig gepubliceerd in 1874 door James Wood Milner (1841-1879).
In de vorige eeuw kwam deze soort houting voor in het Nipigonmeer en de Grote Meren in Noord-Amerika, behalve het Eriemeer. Er zijn nu nog in aantal afnemende populaties in het Bovenmeer en het Huronmeer. De vis wordt plaatselijk "bloater" genoemd. Deze soort houting staat als kwetsbaar op de Rode Lijst van de IUCN.